# Mohamad El-Ghazi
Mohamad El-Ghazi (* 1982) ist ein deutscher Rechtswissenschaftler und Hochschullehrer. Er ist Professor für Strafrecht und Strafprozessrecht an der Universität Trier.

## Leben
Mohamad El-Ghazi studierte von 2003 bis 2008 Rechtswissenschaft an der Justus-Liebig-Universität Gießen und der Universität Bremen. Nach der ersten juristischen Staatsprüfung 2008 war er von 2008 bis 2009 wissenschaftlicher Mitarbeiter bei Ursula Rust; drittmittelgeförderte Projektmitarbeit; Thema: „Die Bedarfsgemeinschaft im SGB II unter Berücksichtigung familiärer Unterhaltsverpflichtungen“. Das Rechtsreferendariat (2008–2010) am Kammergericht Berlin schloss er 2010 mit der zweiten juristischen Staatsprüfung ab. Von 2010 bis 2013 war er wissenschaftlicher Mitarbeiter bei Andreas Hoyer, Lehrstuhl für Strafrecht, Strafprozessrecht, Wirtschaftsstrafrecht, Christian-Albrechts-Universität zu Kiel. Nach der Promotion 2013 an der Christian-Albrechts-Universität zu Kiel war er von 2013 bis 2018 wissenschaftlicher Mitarbeiter bei Ingeborg Zerbes, Lehrstuhl für Strafrecht und Strafprozessrecht, Universität Bremen. 2017 forschte er an der Juristischen Fakultät der Universität Basel, bei Mark Pieth. Nach dem Habilitationskolloquium 2019 mit dem Vortrag Whistleblowing – strafbare Helden nahm er 2019 den Ruf auf die W3-Professur für Strafrecht und Strafprozessrecht an der Universität Trier an.

## Sonstiges
Gemeinsam mit Till Zimmermann produziert El-Ghazi den Podcast Das letzte Wort.

## Schriften (Auswahl)
- Sigrid Betzelt, Ursula Rust, Mohamad El-Ghazi, Eliane Hüter, Kathrin Schlote: Individualisierung von Leistungen des SGB II. Nomos, 2010, ISBN 978-3-8452-2710-8, doi:10.5771/9783845227108 (nomos-elibrary.de [abgerufen am 15. März 2021]).
- Mohamad el-Ghazi: Die Zuordnung von Gesetzesverletzungen zu Sach- und Verfahrensrüge in der strafprozessualen Revision. In: Veröffentlichungen zum Verfahrensrecht. Nr. 100. Mohr Siebeck, Tübingen 2014, ISBN 978-3-16-152799-9 (Zugl.: Kiel, Univ., Diss., 2012/2013).
- Mohamad El-Ghazi: Revision der Konkurrenzlehre. Unrechts- und Schulddivergenzen zwischen Ideal- und Realkonkurrenz. In: Jus poenale. Nr. 20. Mohr Siebeck, Tübingen 2020, ISBN 978-3-16-159144-0 (Habilitationsschrift, Universität Bremen, 2018/2019).